# オシュン＝オショグボの聖なる木立
オシュン＝オショグボの聖なる木立は、ナイジェリア・オシュン州 (Ọṣun) の州都オショグボ (Oṣogbo) にある、ヨルバ人にとって宗教的な意味を持つ原生林。1965年にナイジェリアの史跡になった。後に範囲が拡大され、現在では75haが保護区域に指定され、2005年にはユネスコの世界遺産に登録された。また、サハラ以南のアフリカにおける最も重要な生物多様性ホットスポットの1つで、西アフリカに残っている数少ない熱帯乾燥林として、2024年にラムサール条約に登録された。
オシュン州はオシュン川沿いの地域だが、この川の名前は元々豊穣の女神オシュンに由来している。ヨルバ人の神話では、オシュン川はこの女神が姿を変えたものだとされる。この川沿いの原生林には女神オシュンが棲むとされ、そこに社を建てて祀ることで、人々は恵みを受け取れると信じられていた。
こうした女神オシュンへの信仰は一度衰退に向かい、他の地域では見られなくなっていった。しかし、オショグボの林では、オーストリア人の女性芸術家ズザンネ・ヴェンガー（Suzanne Wenger）や彼女に協力した地元の芸術家たちによって、20世紀半ば以降再興された。現存する40基の社のうち15基は多かれ少なかれヴェンガーの手が加えられたものである。この林では、毎年夏に祭りが開催されている。
一帯はシロエリマンガベイ、アカハラグエノンの生息地であり、オシュン川にはアフリカンクララ、デンキナマズ、ヒゲナガヒレナマズなどが生息している。世界遺産への登録に当たっては、オシュン川流域で豊かな動物相・植物相を育んでいるこの木立ちと、一体化している数々の社などが、ヨルバ人の持っていた伝統的な世界観を良く示す文化的景観を形成している点や、類似の祭祀場が他ではほとんど見られなくなっている点などが評価された。

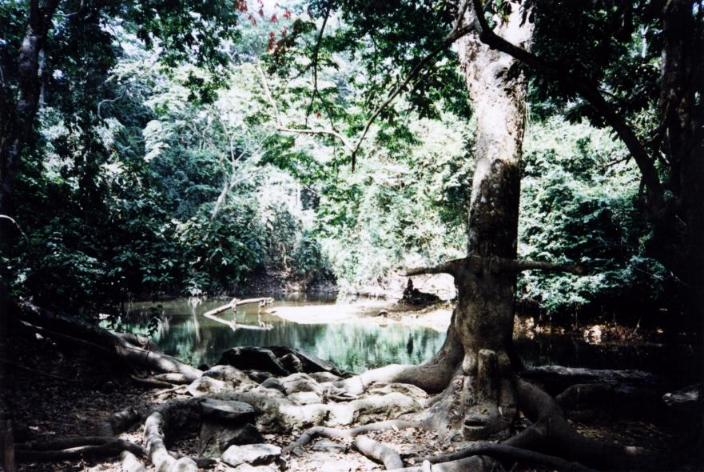
森の中

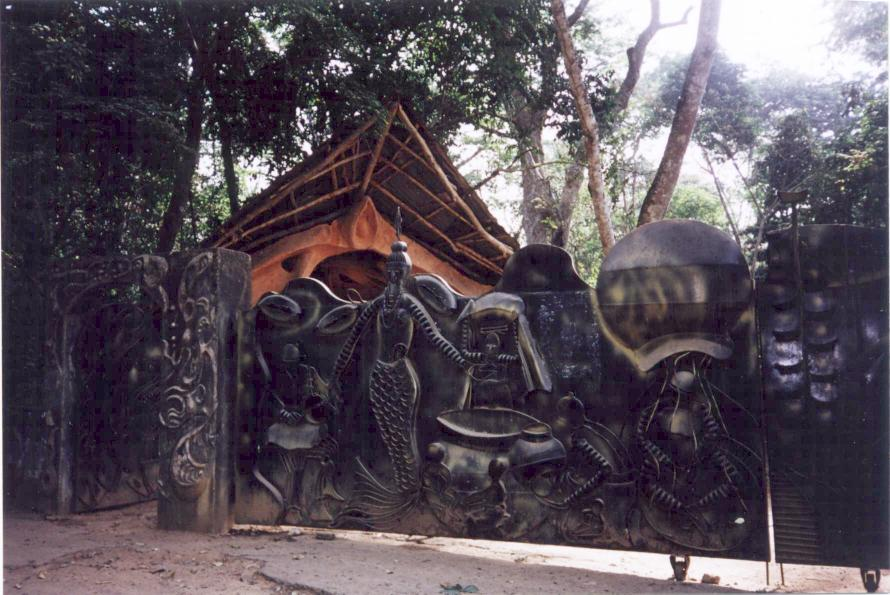
社の入り口

## 登録基準
この世界遺産は世界遺産登録基準のうち、以下の条件を満たし、登録された（以下の基準は世界遺産センター公表の登録基準からの翻訳、引用である）。
- (2) ある期間を通じてまたはある文化圏において、建築、技術、記念碑的芸術、都市計画、景観デザインの発展に関し、人類の価値の重要な交流を示すもの。
- (3) 現存するまたは消滅した文化的伝統または文明の、唯一のまたは少なくとも稀な証拠。
- (6) 顕著で普遍的な意義を有する出来事、現存する伝統、思想、信仰または芸術的、文学的作品と直接にまたは明白に関連するもの（この基準は他の基準と組み合わせて用いるのが望ましいと世界遺産委員会は考えている）。